# Széll Kálmán tér
Széll Kálmán tér, anciennement Moszkva tér (de 1951 à 2011), parfois surnommée Kalef, est une vaste place triangulaire située dans le quartier d'Országút, dans le 2e arrondissement de Budapest. Desservie par le Nagykörút (Margit körút), Krisztina körút et Vérmező út, cette place est l'un des pôles de transport les plus importants de la capitale hongroise. D'une part, elle est un grand carrefour routier de l'Ouest de la ville ; d'autre part, c'est là que partent et arrivent de nombreuses lignes de tramways et d'autobus. On y trouve également la station Széll Kálmán tér de la ligne   du métro de Budapest. En contrebas occidental de la colline du château, c'est également le principal point d'entrée du Vieux-Buda.

## Description

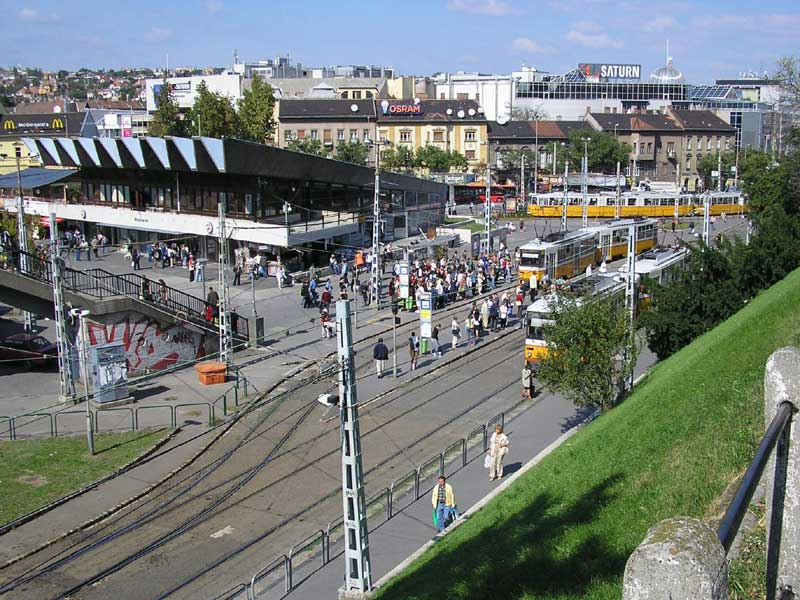
La place en 2003.

Széll Kálmán tér se situe dans un vallon formé par la rencontre entre la colline du château de Buda et celle de Rózsadomb. Elle marque d'une certaine façon la frontière entre la zone la plus urbanisée de Buda - celle s'étendant entre le Danube et le quartier historique - et les quartiers résidentiels de l'Ouest (à Budapest : Rózsadomb, Pasarét, Pesthidegkút, Zugliget, Hűvösvölgy, Hegyvidék ; ainsi que les localités périphériques de Nagykovácsi et Budakeszi).
Jusqu'à présent, son aspect général est très marqué par l'enchevêtrement des caténaires et au sol, des lignes de tramways. La place est entièrement organisée autour de ces transports publics. Au centre, un ancien bâtiment en béton abrite la station de métro. Lieu de passage très important, on y trouve de nombreux vendeurs de rue, fleuristes comme musiciens improvisés. Tôt le matin, c'est sur cette place que de nombreux travailleurs journaliers se présentent afin d'être recrutés, le plus souvent au noir. C'est cette fonction singulière qui vaut à la place le surnom de « marché aux humains » (emberpiac).
L'étendue de cette zone d'échanges minimise l'impact visuel des édifices qui bordent la place, à l'exception notable d'un ancien bâtiment postal, remarquable à sa tour crénelée.

## Histoire
L'emplacement actuel de la place était occupé par la porte de Logod durant l'époque médiévale et l'occupation ottomane. Par la suite - et ce jusqu'à la seconde moitié du XIXe siècle, le terrain accueille une carrière de briques, fournissant en matières premières une briqueterie située à proximité. La fosse d'extraction remplie d'eau sert par la suite de patinoire en hiver. La municipalité décide alors d'aménager des installations sportives, d'où la construction notamment de terrains de tennis et de locaux pour le club de sport chargé de la gestion du site. En 1892, c'est ici que se construit l'un des tronçons de la ligne circulaire ferroviaire en même temps que Vérmező utca.
La place reçoit son nom en 1929, en hommage à Kálmán Széll, ancien premier ministre hongrois. La transformation du terrain en pôle d'échanges du réseau de tramway est lancée en 1938 et s'achève en 1941. La place subit d'importants dégâts lors de la Bataille de Budapest entre les Allemands et les Soviétiques. En 1951, le régime communiste hongrois baptise la place Moszkva tér (« place de Moscou »). L'organisation des transports est entièrement revu en 1972 avec l'arrivée du métro. Le petit pavillon central (gomba) est détruit pour accueillir la nouvelle station en béton armé.
Dans une situation de dégradation avancée, la place fait l'objet depuis 2014 d'importants travaux de restauration. L'objectif est de lui restituer une dimension récréative et de simplifier les flux de passagers entre métro, tramways et bus. Cette réorganisation des transports se fait dans l'optique de la construction du réseau de tramway maillé de Buda.

## Édifices

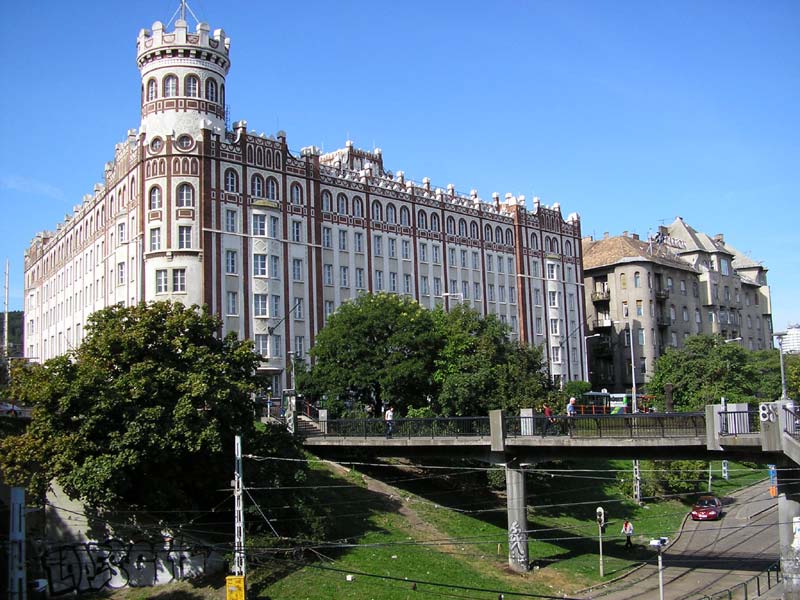
Le Palais de la Poste.

Occupant essentiellement une fonction de carrefour, la place n'a pas été conçue de manière à valoriser son environnement architectural. On trouve au Nord et au Sud-Est un alignement d'édifices sans cachet architectural particulier. Le seul monument dominant se situe au Sud-Ouest : il s'agit de l'ancien Palais de la Poste, édifice mêlant stuc et brique, dans un style mêlant Art nouveau et éléments médiévaux, à l'instar de sa tour crénelée.

## Représentations
Place emblématique du Budapest soviétique, l'ancienne Moszkva tér a donné le nom à un film portant sur la fin du communisme vécue par une classe de lycéens : Moszkva tér sorti en 2001.